# Ditrichum nivale
Ditrichum nivale là một loài rêu trong họ Ditrichaceae. Loài này được Müll. Hal. Limpr. mô tả khoa học đầu tiên năm 1887.